# يانيك فان اوش
يانيك فان اوش (بالهولندية: Yanick van Osch) (24 مارس 1997 بسيرتوخيمبوس في هولندا - ) هو لاعب كرة قدم هولندي في مركز حراسة المرمى. شارك مع منتخب هولندا تحت 17 سنة لكرة القدم ومنتخب هولندا تحت 19 سنة لكرة القدم. أما مع النوادي، فقد لعب مع نادي آيندهوفن وJong PSV ‏.

## وصلات خارجية
- يانيك فان اوش على موقع قاعدة بيانات كرة القدم.إي يو (الإنجليزية)
- يانيك فان اوش على موقع Soccerway.com (الإنجليزية)
- يانيك فان اوش على موقع عالم كرة القدم.نت (الإنجليزية)
- يانيك فان اوش على موقع AS.com (الإسبانية)